# Conrad L. Hall
Conrad L. Hall (ur. 21 czerwca 1926 w Papeete, zm. 4 stycznia 2003 w Santa Monica) – amerykański operator filmowy. Trzykrotny zdobywca Oscara.
Urodził się w Polinezji Francuskiej. Jego ojcem był pisarz James Norman Hall. Rozpoczął studia dziennikarskie na Uniwersytecie Południowej Kalifornii, jednak przeniósł się na wydział filmowy, który ukończył w 1949. W następnej dekadzie pracował przy filmach dokumentalnych oraz produkcjach telewizyjnych. Z dużymi wytwórniami filmowymi zaczął współpracować w latach 60.
Był jednym z najbardziej utytułowanych operatorów w historii kina. Trzykrotnie zdobywał Oscara, a łącznie aż 10 razy był do tej nagrody nominowany. Pierwszą statuetkę odebrał za zdjęcia do westernu Butch Cassidy i Sundance Kid (1969) George'a Roya Hilla. Druga została mu przyznana dokładnie trzydzieści lat później za American Beauty (1999) Sama Mendesa. Trzeciej - za Drogę do zatracenia (2002) Mendesa - nie zdążył odebrać osobiście, gdyż zmarł na raka kilka miesięcy przed 75. ceremonią wręczenia Oscarów. W jego imieniu nagrodę odebrał syn, a sam film został zadedykowany właśnie jemu.